# Lupta de la Cernavodă (1916)
Lupta de la Cernavodă a fost o acțiune militară de nivel tactic, desfășurată pe Frontul Român, în timpul campaniei din anul 1916 a participării României la Primul Război Mondial. Ea s-a desfășurat în perioada 10/23 octombrie 1916 - 12/25 octombrie 1916 și a avut ca rezultat cucerirea orașului Cernavodă de către forțele Puterilor Centrale, în ea fiind angajate forțe române din Divizia 2 Infanterie și Divizia 5 Infanterie și forțe ale Puterilor Centrale din Divizia 1 Infanterie bulgară și Divizia 4 Infanterie bulgară. A făcut parte din acțiunile militare care au avut loc în bătălia de pe aliniamentul Rasova-Cobadin-Tuzla.:p. 384

## Comandanți

### Comandanți români
- General Alexandru Socec
- General Constantin Petala

### Comandanți ai Puterilor Centrale
- General Hristo Nedialkov
- General Pantelei Kiselov